# Marten Van Riel
Marten Van Riel (Loenhout, 15 dicembre 1992) è un triatleta belga.

## Biografia
Ha rappresentato il Belgio ai Giochi olimpici estivi di Rio de Janeiro 2016, classificandosi sesto nella gara individuale.
Agli europei di Glasgow 2018 ha vinto il bronzo nella gara individuale, terminando alle spalle del francese Pierre Le Corre e dello spagnolo Fernando Alarza, e nella gara a squadre, gareggiando con Claire Michel, Jelle Geens e Valerie Barthelemy.
Ai Giochi mondiali militari di Wuhan 2019 ha ottenuto l'argento individuale, preceduto sul podio dal francese Pierre le Corre.
Alla sua seconda partecipazione olimpica, a Tokyo 2020, cha ottenuto il quarto posto gara individuale, dietro al norvegese Kristian Blummenfelt, al britannico Alex Yee ed al neozelandese Hayden Wilde. Nella prova a squadre ha concluso al quinto posto.

## Palmarès
- Europei

Glasgow 2018: bronzo nell'individuale; bronzo a squadre;
- Giochi mondiali militari

Wuhan 2019: argento nell'individuale;